# Ostéomalacie
 Mise en garde médicale
L'ostéomalacie (de osteo, "os" et malakia, "mollesse") est une décalcification osseuse induite par un défaut de minéralisation (manque d'ions calcium et phosphate) de la trame protéique du squelette. 
C'est en quelque sorte l'équivalent chez l’adulte du rachitisme de l’enfant.
Si le rachitisme a quasiment disparu au cours du XXe siècle du fait de la supplémentation orale systématique en vitamine D chez les enfants en bas âge, au début du XXIe siècle, en Europe, l'ostéomalacie, elle, reste relativement fréquente, le diagnostic n'étant le plus souvent envisagé ou confirmé que chez les sujets à un stade avancé de la maladie ou à risque élevé (personnes âgées confinées, troubles graves de l'absorption digestive).

## Définition
L'ostéomalacie est une ostéopathie généralisée, essentiellement liée à une carence en vitamine D, caractérisée par un défaut de minéralisation primaire de la matrice osseuse déposée par les ostéoblastes. Il y a donc une accumulation anormale de tissu ostéoïde non minéralisé entraînant une fragilité osseuse.
Elle diffère radicalement de l’ostéoporose où la trame osseuse est raréfiée, mais la minéralisation normale.
Les symptômes les plus fréquents sont la fatigue musculaire et les douleurs osseuses (lombalgie chronique, douleurs des genoux). 
On distingue :
- l'ostéomalacie infantile (rachitisme ostéomalacique) ;
- l'ostéomalacie carentielle, relativement fréquente, due à une insuffisance de production cutanée de vitamine D, en particulier chez les sujets à peau foncée, a fortiori vivant sous des latitudes peu ensoleillées ;
- l'ostéomalacie axiale, rare et qui touche les plus de 50 ans avec ou sans douleurs du rachis (colonne vertébrale) et épaississement de la trame osseuse du bassin visible à la radiographie ;
- l'ostéomalacie hypophosphatémique (qui n'est pas causée par un manque de vitamine, mais par une insuffisance de phosphore dans le sang (hypophosphatémie)), généralement due à un dysfonctionnement du rein (tubulopathie) qui perd le phosphore de l'organisme dans l'urine, parfois en raison d'une tumeur (bénigne ou maligne, nécessitant une exérèse chirurgicale de la tumeur) ;
- ostéomalacie vitaminorésistante familiale, due à une anomalie génétique bloquant la transformation de la vitamine D en sa forme active ou à un défaut du rein ne lui permettant pas de normalement retenir le phosphore (ostéomalacie hypophosphatémique).

## Causes
Outre la grossesse et l'allaitement qui sont des causes passagères d'ostéomalacie, plusieurs grandes causes sont connues (pouvant dans certains cas cumuler leurs effets) :
- synthèse insuffisante de vitamine D par défaut d'exposition au soleil et/ou peau foncée (cause de loin la plus fréquente) ou carences alimentaires ;
- absorption intestinale insuffisante de la vitamine D qui peut être une conséquence secondaire de :
  - maladie cœliaque avec diarrhées chroniques,
  - stéatorrhée (excès de matières graisseuses dans les selles), etc.
  - maladies intestinales inflammatoires (ex. : iléite de Crohn, etc.),
  - conséquences d'une gastrectomie,
  - insuffisance biliaire dans le cas de maladie hépato-biliaire (ex. : pancréatite, fistule biliaire, etc.),
  - traitements anti-convulsivants,
  - traitements trop intenses ou durables à base de gel d'alumine,
  - traitements long à base de phénytoïne,
  - hypoparathyroïdie (faible taux sanguin d'hormones parathyroïdiennes dans le sang),
  - hyperparathyroïdie (taux sanguin excessif d'hormones parathyroïdiennes),
  - amylose,
  - myélome multiple ;
- trouble du métabolisme de la vitamine D dû à une cirrhose ou à un problème rénal (syndrome néphrotique, acidose rénale ; le trouble résiste alors aux doses habituelles de vitamine D) ;
- intoxications (du tissu osseux et/ou des reins) par du fluor, des métaux lourds (cadmium en particulier) ou des bisphosphonates ;
- chute du taux de phosphore dans le sang.

## Symptômes
Les symptômes les plus fréquents (mais peu spécifiques) sont :
- fatigue musculaire ;
- douleurs osseuses, surtout dans le bassin ;
- douleurs dorsales, thoraciques, pelviennes ou crurales antérieures.

Ces douleurs sont permanentes ou réveillées par les mouvements et/ou la palpation.
Le patient fortement touché ou diagnostiqué tardivement peut présenter une démarche dandinante (« en canard ») liée à l'atteinte musculaire. Parfois la colonne vertébrale s'arrondit et la taille du patient peut diminuer de 10  à   30 cm, principalement en raison d'un tassement de la « colonne dorso-lombaire » (segment du rachis comprenant les vertèbres dorsales et lombaires).

## Diagnostic
La maladie est souvent confondue avec une arthrose ou un début de fibromyalgie. 
L'analyse sanguine révèle un taux sanguin de la vitamine D très bas avec parfois une calcémie et phosphorémie anormalement basse.
Le dosage de la vitamine D permet le diagnostic précoce mais il est rarement effectué à ce stade du fait de la faible spécificité de ces symptômes.
Parfois, c'est un examen radiologique qui révèle la maladie. En raison du manque de calcium et de la densité osseuse diminuée, le squelette est presque « radiotransparent » : image floue ou pâle, avec fissures et déformations osseuses dites « stries de Looser-Milkmann » (lignes plus claires apparaissant transversalement plus ou moins symétriquement sur la diaphyse - partie moyenne et centrale des os longs). Ces stries sont surtout visibles sur la branche ischio-pubienne (partie inférieure du bassin), le thorax, le col du fémur, le tibia, les côtes et les omoplates.
L'os iliaque tend peu à peu à s'aplatir, pendant que les vertèbres se tassent et que les os longs se courbent sous le poids. 
Le délai de diagnostic est souvent de plusieurs années.
Au microscope, le tissu osseux ostéomalacique, présente des « travées osseuses » normales, mais la bordure ostéoïde (support protéique) de la structure osseuse est constituée d'une zone de collagène non calcifiée.

## Conséquences
À un stade très avancé (complications), l'ostéomalacie provoque des fractures spontanées et on remarque souvent de petites fissures sur les os dont les plus atteints sont le bassin, les vertèbres et les fémurs, éventuellement aggravée par des crises de tétanie

## Prévalence
C'est une pathologie plus fréquente chez les sujets privés d'exposition solaire et chez les sujets à peau foncée ou noire, surtout s'ils vivent sous des latitudes peu ensoleillées. On la guérit dans ces cas par la supplémentation en vitamine D.
L'ostéomalacie est moins fréquente en Amérique du Nord où de nombreux aliments de base (lait, yaourts, céréales) sont systématiquement enrichis en vitamine D.

## Traitement
Le traitement de base est l'administration de vitamine D (Ergocalciférol ou D2, Cholécalciférol ou D3) et la consommation d'aliments riches en vitamine D, et une exposition suffisante au soleil. 
Si la vitamine D est sans effet (trouble métabolique de « vitamino-résistance », dans le cas par exemple d'une « ostéomalacie axiale » (forme rare d'ostéomalacie vitaminorésistante, qui apparait chez les plus de 50 ans),  le 25 hydroxycholécalciférol (Dédrogyl) peut être utilisé… et le médecin doit rechercher une cause primaire. L'ostéomalacie hypophosphatémique familiale peut être traitée par une forme « prétransformée » de la vitamine D (calcitriol) avec éventuel complément en phosphore.